# Tông Vi hoàng
Tông Vi hoàng (dan pháp khoa học: Senecioneae) là tông lớn nhất của họ Cúc (Asteraceae). Gần một phần ba số loài trong tông này được đặt trong chi Senecio. Tông này có lẽ có phạm vi phân bố rộng nhất trong cả giới Thực vật, gồm những loài cây thường niên, cây thảo lâu năm, cây thân thảo bò sát đất, cây bụi, cây leo, cây mọng nước, cây thân gỗ và cả cây bán thủy sinh.
Các loài trong tông này đã gây ngộ độc vật nuôi nhiều hơn bất mọi tông thực vật khác cộng lại. Một ví dụ là chất độc pyrrolizidin ancaloit ở Senecio và furanoeremophilane ở Tetradymia.
Một vài loài là cây trồng phổ biến.

## Phân loại
Danh sách chi dưới đây dựa trên tai liệu Global Compositae Database tính đến  tháng 10 năm 2022:
- Abrotanella
- Acrisione
- Adenostyles
- Aequatorium
- Aetheolaena
- Angeldiazia
- Antillanthus
- Arbelaezaster
- Arnoglossum
- Arrhenechthites
- Austrosynotis
- Bafutia
- Barkleyanthus
- Bedfordia
- Bethencourtia
- Blennosperma
- Bolandia
- Brachionostylum
- Brachyglottis
- Cabreriella
- Cacaliopsis
- Cadiscus
- Capelio
- Caucasalia
- Caxamarca
- Centropappus
- Charadranaetes
- Chersodoma
- Cineraria
- Cissampelopsis
- Crassocephalum
- Cremanthodium
- Crocidium
- Culcitium
- Curio
- Dauresia
- Delairea
- Dendrocacalia
- Dendrophorbium
- Dendrosenecio
- Dicercoclados
- Digitacalia
- Dolichoglottis
- Dolichorrhiza
- Dorobaea
- Doronicum
- Dresslerothamnus
- Ekmaniopappus
- Elekmania
- Emilia
- Emiliella
- Endocellion
- Erechtites
- Eriotrix
- Euryops
- Farfugium
- Faujasia
- Faujasiopsis
- Garcibarrigoa
- Graphistylis
- Gymnodiscus
- Gynoxys
- Gynura
- Haastia
- Hasteola
- Herodotia
- Herreranthus
- Hertia
- Hoehnephytum
- Homogyne
- Hubertia
- Humbertacalia
- Ignurbia
- Io
- Iocenes
- Iranecio
- Ischnea
- Jacmaia
- Jacobaea
- Jessea
- Kleinia
- Lachanodes
- Lasiocephalus
- Lamprocephalus
- Leonis
- Lepidospartum
- Ligularia
- Ligulariopsis
- Lopholaena
- Lordhowea
- Luina
- Lundinia
- Mattfeldia
- Mesogramma
- Mesoneuris
- Mikaniopsis
- Miricacalia
- Misbrookea
- Mixtecalia
- Monticalia
- Nelsonianthus
- Nemosenecio
- Nesampelos
- Nordenstamia
- Odontocline
- Oldfeltia
- Oligothrix
- Oresbia
- Othonna
- Packera
- Papuacalia
- Paracalia
- Parafaujasia
- Paragynoxys
- Parasenecio
- Pentacalia
- Pericallis
- Petasites
- Phaneroglossa
- Pippenalia
- Pittocaulon
- Pladaroxylon
- Pojarkovia
- Psacaliopsis
- Psacalium
- Psednotrichia
- Pseudogynoxys
- Pseudojacobaea
- Rainiera
- Robinsonecio
- Robinsonia
- Roldana
- Rugelia
- Scapisenecio[6]
- Scrobicaria
- Senecio
- Senecurio
- Shafera
- Sinacalia
- Sinosenecio
- Solanecio
- Steirodiscus
- Stenops
- Stilpnogyne
- Syneilesis
- Synotis
- Talamancalia
- Telanthophora
- Tephroseris
- Tetradymia
- Traversia
- Trineuron
- Tussilago
- Urostemon
- Villasenoria
  - Werneria
- Xenophyllum
- Yermo
- Zemisia